# چیزی که در وگاس رخ می‌دهد
چیزی که در وگاس اتفاق می‌افتد (به انگلیسی: What Happens in Vegas) یک فیلم کمدی رمانتیک آمریکایی به کارگردانی تام وان محصول سال ۲۰۰۸ است. کامرون دیاز و اشتون کوچر از بازیگران این فیلم هستند.

## خلاصه داستان
نامزد جوی الیس (کامرون دیاز) در جشن تولدش جوی را ترک می‌کند، در همین زمان جک فولر (اشتون کوچر) که توسط پدرش که رئیس او هست از کار اخراج می‌شود. هر دو احساس ناراحتی می‌کنند و توسط بهترین دوستان‌شان برای سفر به لاس‌وگاس می‌روند.
به خاطر خطای کامپیوتری به جک و جوی به اشتباه یک اتاق داده می‌شود و این دو به‌طور اتفاقی یکدیگر را ملاقات می‌کنند. بعد از مشخص شدن جریان به آن‌ها برای جبران این خطا بلیط کلوب و پارتی‌های مختلف داده می‌شود. بعد از پارتی و خوردن مشروب آن‌ها با هم ازدواج می‌کنند اما صبح روز بعد می‌فهمند که این یک اشتباه بوده و باید از یکدیگر جدا شوند.
قبل از این‌که آن‌ها جدا شوند جک با یک ۲۵ سنتی که در اصل برای جوی است در یک ماشین شهربازی استفاده می‌کند. جک برنده می‌شود و سه میلیون دلار جایزه می‌گیرد. اما جوی به یاد جک می‌آورد که که ۲۵ سنتی در اصل برای او بوده و آن‌ها با هم ازدواج کرده‌اند و این پول را باید با هم نصف کنند…